# Cyanea kahiliensis
Cyanea kahiliensis là loài thực vật có hoa trong họ Hoa chuông. Loài này được (H.St.John) Lammers mô tả khoa học đầu tiên năm 1998.